# Opération Saturne
Seconde Guerre mondiale
Batailles
Front de l’Est

Prémices :
- Campagne de Pologne
- Guerre d’Hiver

Guerre germano-soviétique :
- 1941 : L'invasion de l'URSS

- Opération Barbarossa

Front nord : 
- Guerre de Continuation
- Opération Silberfuchs
- Siège de Léningrad

Front central : 
- 2e bataille de Brest-Litovsk
- Bataille de Białystok–Minsk
- 1re bataille de Smolensk
- Bataille de Kiev

Front sud : 
- Siège d'Odessa
- Campagne de Crimée

- 1941-1942 : La contre-offensive soviétique

Front nord : 
- Poche de Demiansk
- Poche de Kholm

Front central : 
- Bataille de Moscou

Front sud : 
- Seconde bataille de Kharkov

- 1942-1943 : De Fall Blau à 3e Kharkov

Front nord : 
- Offensive de Siniavino
- Opération Iskra
- Bataille de Krasny Bor
- Opération Poliarnaïa Zvezda

Front central : 
- Opération Mars

Front sud : 
- Bataille du Caucase (opération Fall Blau)
- Bataille de Stalingrad
- Opération Uranus
- Opération Saturne
- Offensive d'Ostrogojsk-Rossoch
- Offensive de Voronej-Kastornoe
- Opération Gallop
- Opération Étoile
- Troisième bataille de Kharkov

- 1943-1944 : Libération de l'Ukraine et de la Biélorussie

Front central : 
- 2e bataille de Smolensk
- Opération Bagration

Front sud : 
- Bataille de Koursk
- Bataille du Dniepr
- Offensive Dniepr-Carpates
- Offensive de Crimée
- Offensive de Lvov-Sandomir

- 1944-1945 : Campagnes d'Europe centrale et d'Allemagne

Allemagne : 
- Offensive Vistule-Oder
- Offensive de Poméranie orientale
- Siège de Breslau
- Offensive de Prusse-Orientale
- Bataille de Königsberg
- Bataille de Seelow
- Bataille de Bautzen
- Bataille de Berlin
- Capitulation allemande

Front nord et Finlande : 
- Guerre de Laponie
- Offensive Leningrad-Novgorod
- Bataille de Narva

Europe orientale : 
- Opération Margarethe
- Insurrection de Varsovie
- Soulèvement national slovaque
- Opération Panzerfaust
- Bataille de Budapest
- Opération Frühlingserwachen
- Offensive de Vienne
- Insurrection de Prague
- Offensive de Prague
- Bataille de Slivice

Front d’Europe de l’Ouest

Campagnes d'Afrique, du Moyen-Orient et de Méditerranée

Bataille de l’Atlantique

Guerre du Pacifique

Guerre sino-japonaise

Théâtre américain
L'opération Saturne (en russe : Operacija Malyj Saturn) est une opération lancée par l'Armée rouge durant la Seconde Guerre mondiale, de décembre 1942 à février 1943 sur le front de l'Est, qui déboucha sur des batailles au nord du Caucase et dans le bassin du Don.
Le succès de l'opération Uranus, lancée le 19 novembre 1942, permit à l'Armée rouge d'encercler dans Stalingrad 300 000 soldats de la 6e armée allemande et de la IV. Panzerzarmee du général Paulus. Afin de profiter de la situation, l'état-major soviétique lance une série d'offensives durant l'hiver sous le nom de code Saturne.

## Décembre 1942: opérationPetit Saturne
La première version de l'opération visait à prendre Rostov pour isoler le groupe d'armées A dans le Caucase. Les Soviétiques avaient constitué à cet effet les première et deuxième armées de la Garde.
Cependant, face à l'échec des premières tentatives de liquidation de la poche de Stalingrad, la deuxième armée de la Garde est envoyée vers la ville le 9 décembre 1942. Les objectifs de Saturne sont réduits et l'opération, renommée Petit Saturne, est lancée le 16 décembre.
Cette seconde version de l'opération consiste en une manœuvre de prise en tenaille des forces de l'Axe, italiennes, allemandes et roumaines, qui défendent le Don moyen, la rivière Krivaïa et la Tchir. Elle a trois objectifs principaux :
1. Couper les principales voies de ravitaillement du groupe d'armées Don, à savoir les voies de chemin de fer de Millerovo et Morozovsk ;
2. Prendre ou détruire l'aérodrome de Tatsinskaya, d'où part la plus importante partie du pont aérien vers la VI. Armee encerclée dans Stalingrad ;
3. Obliger les Allemands à détourner des forces de l'opération Wintergewitter, commencée le 12 décembre 1942 et qui vise à briser l'encerclement de Stalingrad.

L'attaque a lieu en deux points :
- au nord, la 6e armée[1] et la 1re armée de la garde (Dmitri Leliouchenko) attaquent le centre de la VIIIe armée italienne du général Gariboldi
- plus au sud et à l'est, la troisième armée de la garde (Vassili Kouznetsov), rejointe plus tard par la 5e armée de chars attaquent les troupes roumaines et allemandes du détachement d'armée Hollidt.

Après deux à trois jours de résistance face à un ennemi largement supérieur, les défenseurs cèdent. Les corps de chars soviétiques s'engouffrent dans la brèche "en exploitation" et sèment le chaos sur les arrières de l'Axe, laissant 130 000 soldats italiens encerclés par petits paquets le long du Don et dans une série de villes où ils se sont retranchés.
Manstein envoya la VI. Panzerdivision au secours des Italiens. Sur les 130 000 soldats encerclés, seuls 45 000 réussirent à rejoindre les panzers à Tchertkovo le 17 janvier.
Au sud, l'avance de la 28e armée du général Guerassimenko menaçait d'encerclement la 1re armée de panzers.
Le 24 décembre, les blindés du 24e corps de chars parvinrent à Tatsinskaïa, l'aéroport le plus proche de Stalingrad d'où partaient les raids aériens de la Luftwaffe qui ravitaillaient les forces allemandes encerclées à Stalingrad (voir attaque de Tatsinskaïa).
La colonne supposée briser l'encerclement à Stalingrad étant elle-même sous la menace d'un encerclement, Manstein dut reculer jusqu'à Kotelnikovo le 29 décembre, laissant les assiégés à leur propre sort. Des 300 000 soldats encerclés à Stalingrad, 90 000 survécurent initialement et seuls 5 000 rentrèrent en Allemagne.
La portée limitée de l'offensive soviétique permit au général Ewald von Kleist de retirer le groupe d'armées A du Caucase jusqu'à Rostov.

## Janvier 1943: destruction de l'armée hongroise
La seconde étape des opérations, l'offensive Ostrogojsk-Rossoch, débuta le 13 janvier 1943 par l'attaque des quatre armées du front de Voronej du général Golikov, qui encercle et détruit la 2e armée hongroise près de Svoboda sur le Don. Plus au nord, l'offensive Voronej-Kastornoe menaça la IIe armée allemande d'encerclement ; et bien qu'elle réussît à s'échapper, celle-ci fut obligée de reculer. Le 5 février, les troupes du front de Voronej s'approchaient de Koursk et de Kharkov et lançaient l'opération Étoile pour reconquérir les deux villes.

## Février 1943: retraite allemande
Les armées allemandes, désorganisées, furent obligées de se retirer à travers l'Ukraine du sud. La troisième étape fut pour le front de Voronej de progresser jusqu'au Dniepr et d'encercler la deuxième armée allemande. Les fronts du sud-ouest et du sud avaient pour objectif de capturer Louhansk et d'avancer jusqu'à la mer d'Azov afin d'encercler le groupe d'armées « von Kleist » et le groupe d'armées « Don » de Manstein.
Koursk fut capturée le 8 février 1943, Kharkov le 16 février, et Rostov le 18 février. Un écart fut creusé entre le groupe d'armées A - à présent coincé sur une petite tête de pont à l'opposé de la péninsule de Kertch - et le groupe d'armées « Don ». La première armée de gardes de Kouznetsov menaçait de creuser un autre écart entre le groupe d'armées « Don » et le groupe d'armées Centre de Günther von Kluge en avançant à travers Dniepropetrovsk. De plus, la reddition des assiégés à Stalingrad le 2 février 1943 libéra les fronts de Konstantin Rokossovsky pour de nouvelles opérations.
Afin de continuer sur le succès de Koursk, les Soviétiques lancèrent une offensive sur l'armée allemande du centre (et plus précisément sur les saillants à Orel) avant de progresser vers Briansk. Toutefois, l'état-major soviétique demanda plus à ses troupes épuisées qu'elles ne pouvaient accomplir. Des problèmes logistiques apparurent lors du déploiement des armées depuis Stalingrad, 650 km à l'ouest, repoussant le début de cette offensive au 25 février. Une défense farouche des Allemands ne permit aux Soviétiques que d'obtenir des avancées mineures à l'ouest de Koursk.
Pendant ce temps, afin de garder la position au sud, l'état-major allemand prit la décision d'abandonner le saillant de Rjev, près de Moscou dans le but de libérer des troupes et d'effectuer une riposte dans l'est de l'Ukraine. La  contre-offensive de Manstein, débuta le 20 février 1943 et atteignit Poltava puis Kharkov la troisième semaine de mars. Cette contre-offensive créa un déplacement du front vers Koursk qui déboucha sur la bataille de Koursk en juillet.